# Leslie Fitzpatrick
Leslie Fitzpatrick (Port of Spain, 11 novembre 1978) è un allenatore di calcio ed ex calciatore trinidadiano, di ruolo centrocampista.

## Carriera

### Calciatore

#### Club

##### Gli inizi
Ha iniziato a giocare negli Stati Uniti all'università, rappresentando per quattro anni la Columbia University, dove è stato nominato All-Ivy League il suo ultimo anno. Nel 2016, Leslie ha conseguito il master in scienze dell'educazione con specializzazione in amministrazione sportiva presso l'Università di Miami.

##### Professionismo
Fitzpatrick ha giocato con i Cincinnati Riverhawks della A-League nel 2002, i Columbus Shooting Stars nel 2003 e gli Atlanta Silverbacks nel 2004, prima di firmare con il Real Salt Lake prima della stagione inaugurale della squadra nel 2005.
Dopo solo un anno in MLS, Fitzpatrick ha firmato un contratto a breve termine con i P.R. Islanders alla fine del 2006. Nel maggio 2007 ha firmato con il W Connection, formazione della massima serie di Trinidad e Tobago, valido fino alla fine del 2007, e ha firmato per i Rochester Rhinos della USL First Division nel 2008.

#### Nazionale
Dopo aver rappresentato il proprio paese con le varie nazionali giovanili, Fitzpatrick ha fatto il suo esordio con la nazionale di Trinidad e Tobago il 24 novembre 2004 contro Porto Rico. Ha segnato il suo primo e unico gol in nazionale contro Saint Vincent e Grenadine il 5 gennaio 2005 nella Digicel Caribbean Cup 2005. Conta 26 presenze con i Soca Warriors.

### Allenatore
Nel 2016 viene ingaggiato in qualità di giocatore-allenatore dal Toronto Skillz. Dopo due anni, in cui totalizza anche 15 presenze, viene ingaggiato come allenatore della sezione femminile del Geroge Brown College.